# 삼백상회
삼백상회는 대한민국의 영화 배급사이다.

## 개요
대한민국의 기업. 영화 배급사이다. 대표자는 주윤호이다. 본사 위치는 서울시 강서구 마곡중앙로 165 프라이빗타워 1차 608호 이다.

## 상세
2018년 설립된 신생 배급사이다.  
삼백상회는 수풀 삼, 맏백, 장사 상, 모일회
'함께 사업하여 우뚝솟고 빽빽하게 드러난다'라는 슬로건을 가지고 있다. 
<아이언 자이언트>, <미드나잇 선>, <하이큐>, <시민 노무현>,<파란> 등 다양한 장르 영화를 배급중이다.  

## 주요 작품
- 2018년 10월 3일 <셜록놈즈, Sherlock Gnomes> 배급 / 수입 : 다자인소프트 (Dasainsoft Inc.)
- 2018년 10월 11일 <노크:초대받지 않은 손님, The Stangers:Prey at Night> 배급 / 수입 : 퍼스트런 (First Run Inc.)
- 2018년 11월 22일 <택시5, Taxi 5> 배급 / 투자제공 : 콘텐츠판다 (CONTENTS PANDA, aka NEW)
- 2018년 12월 13일 <헬페스트, Hell Fest> 배급 / 수입 : 누리픽쳐스 (NOORI PICTURES)
- 2019년 2월 27일 <자전차왕 엄복동, Race to Freedom: Um Bok Dong> 배급진행 / 투자배급 : 셀트리온엔터테인먼트 (CELLTRION ENTERTAINMENT Co.,Ltd)
- 2019년 3월 27일 <아틱, ARCTIC> 배급 / 투자제공 : 콘텐츠판다 (CONTENTS PANDA, aka NEW)
- 2019년 4월 11일 <아이엠마더, Peppermint> 배급 / 수입 : 퍼스트런 (First Run Inc.)  투자사 : 팬엔터테인먼트 (Pan Entertainment)
- 2019년 5월 23일 <시민 노무현, Citizen Roh> 배급 / 투자제공 : 콘텐츠판다 (CONTENTS PANDA, aka NEW)
- 2019년 6월 16일 <쓰리세컨즈, Three Seconds> 배급 / 수입 : 씨엔에스트레이드 (C&S Trade Co.,Ltd)
- 2019년 7월 4일 <갤버스턴, Galveston> 배급 / 수입 : 유로커뮤니케이션 (Euro Pictures)
- 2019년 8월 8일 <나는 예수님이 싫다, Jesus> 배급 / 수입 : 싸이더스 Sidus Corporation
- 2019년 9월 26일 <마왕의 딸 이리샤, The Daughter of Elf-king) / 제작 : 한국영화아카데미 (Korean Academy of Film Arts(KAFA))
- 2019년 11월 21일 <어제 일은 모두 괜찮아, The Fault Is Not Yours> 배급 / 제작 : 부영엔터테인먼트 (BOOYOUNG ENTERTAINMENT Co.LTD)
- 2019년 12월 12일 <속물들, The Snob> 배급 / 제공 : 주피터필름 (Jupiter Film)
- 2020년 1월 16일 <갱, GANG> 배급 / 제공 : 컨텐츠빌리지 (Contents Village)
- 2020년 1월 23일 <하이큐!! 땅 vs 하늘, Haikyu!! OVA4 and Haikyu!! OVA5> 배급 / 수입 : 에이원엔터테인먼트 (AONE Entertainment)
- 2020년 4월 15일 <서치 아웃, Search Out> 배급 / 제공 : 인터파크 (Interpark INT)
- 2020년 5월 20일 <라스트 풀 메저, The Last Full Measure> 배급 / 수입 : 씨네쿼넌 픽처스 (SINE QUA NON PICTURES)
- 2020년 6월 24일 <인비저블 라이프, A Vida Invisivel> 배급 / 수입 : 피터팬픽쳐스 (Peterpan Pictures)
- 2025년 4월 9일 <파란, LOST> 공동배급 / 제작 : 투이제이스튜디오 (2eJ Studio)
- 2025년 6월 25일 <천국은 없다, Paradise> 공동배급 / 제공 : 엔케이컨텐츠 NKcontents